# Crudia balachandrae
Crudia balachandrae là một loài rau đậu thuộc họ Fabaceae.
Loài này chỉ có ở Ấn Độ.